# NGC 5984
NGC 5984 est une galaxie spirale barrée située dans la constellation du Serpent. Sa vitesse par rapport au fond diffus cosmologique est de (1230 ± 10 km/s), ce qui correspond à une distance de Hubble de 18,2 ± 1,3 Mpc (∼59,4 millions d'al). NGC 5984 a été découverte par l'astronome germano-britannique William Herschel en 1787.
La classe de luminosité de NGC 5984 est IV et elle présente une large raie HI. NGC 5984 est possiblement une galaxie du champ, c'est-à-dire qu'elle n'appartient pas à un amas ou un groupe et qu'elle est donc gravitationnellement isolée.
À ce jour, deux douzaines de mesures non basées sur le décalage vers le rouge (redshift) donnent une distance de 18,550 ± 3,514 Mpc (∼60,5 millions d'al), ce qui est à l'intérieur des valeurs de la distance de Hubble.